# Siegbert Horn
Siegbert Horn (* 11. Mai 1950 in Hartmannsdorf bei Schönewalde; † 9. August 2016) war ein deutscher Kanute, Olympiasieger und Weltmeister im Kanuslalom, der für die DDR antrat.
Horn wurde 1967 und 1968 DDR-Jugendmeister. 1969 und 1971 gewann er den Meistertitel im Einer-Kajak in der Erwachsenenklasse. 1971 siegte Horn im Einzelwettbewerb bei den Weltmeisterschaften in Meran, mit der Mannschaft belegte er den zweiten Platz. Bei den Olympischen Spielen 1972 wurden erstmals olympische Wettbewerbe im Kanuslalom ausgetragen. Auf dem Augsburger Eiskanal siegte Horn knapp vor dem Österreicher Norbert Sattler. 1973 wurde Horn bei den Weltmeisterschaften im Muotatal Zweiter hinter Sattler, gewann aber zusammen mit Christian Döring und Wolfgang Büchner den Mannschaftswettbewerb. 1975 in Skopje wurde Horn noch einmal Einzelweltmeister und belegte mit der Mannschaft den dritten Platz.
Der gelernte Dreher startete für den ASK Vorwärts Leipzig, er studierte während seiner Karriere und war später als Diplom-Sportlehrer an der Universität Leipzig tätig. Zuletzt war Siegbert Horn selbstständiger Physiotherapeut in Elsterwerda.
Horn erlag am 9. August 2016 einem Krebsleiden.

## Auszeichnungen (Auswahl)
- 1971 – Vaterländischer Verdienstorden in Bronze
- 1972 – Vaterländischer Verdienstorden in Silber